# Laphria bipenicillata
Laphria bipenicillata är en tvåvingeart som beskrevs av Jacques-Marie-Frangile Bigot 1891. Laphria bipenicillata ingår i släktet Laphria och familjen rovflugor. Inga underarter finns listade i Catalogue of Life.